# Claude Monet (Ausstellung Wuppertal)

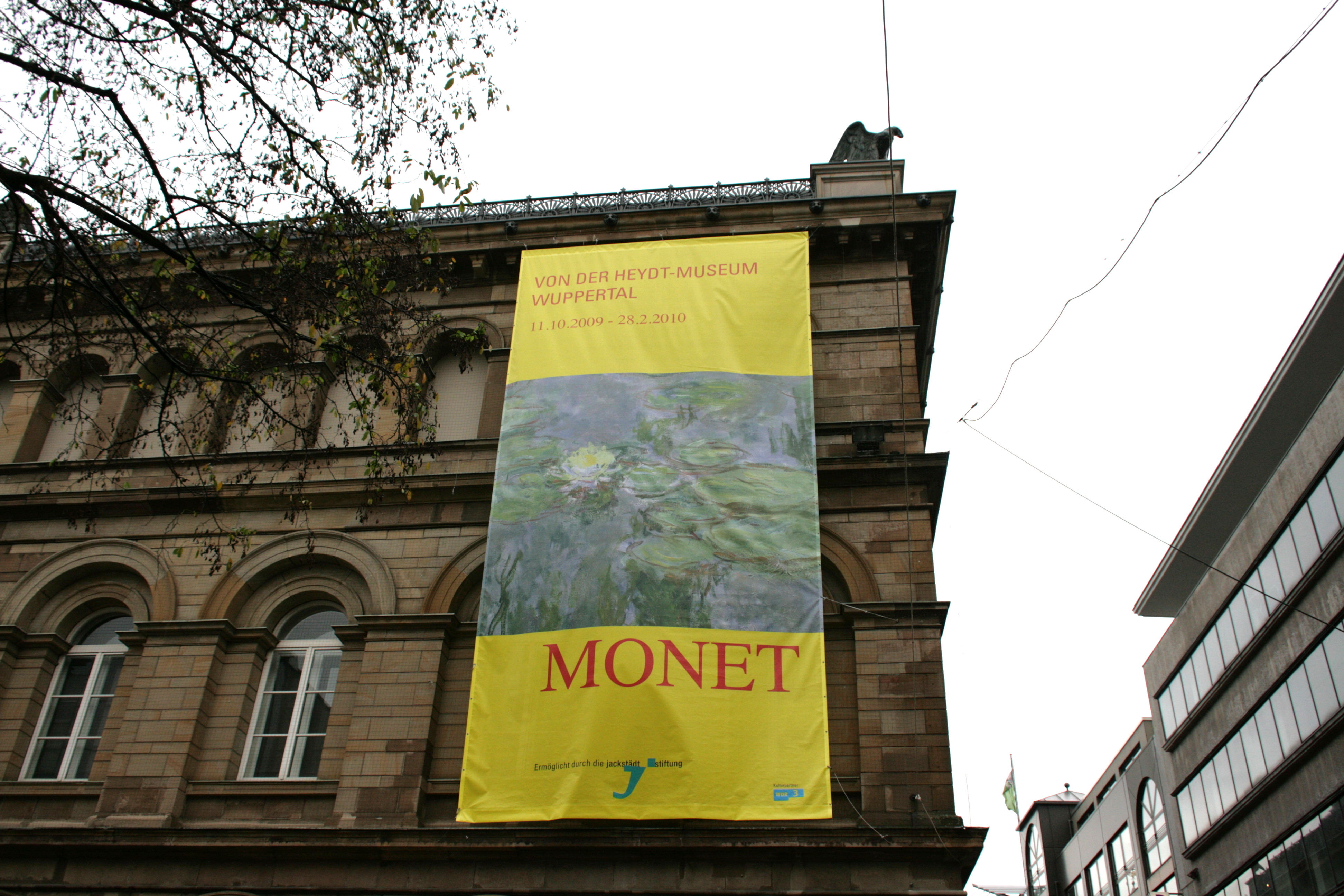
Werbeplakat der Ausstellung am Museum

Die Ausstellung Claude Monet des Von der Heydt-Museums in Wuppertal war eine Sonderausstellung von Werken des französischen Malers Claude Monet. Sie fand vom 11. Oktober 2009 bis zum 28. Februar 2010 statt.

## Ausstellung

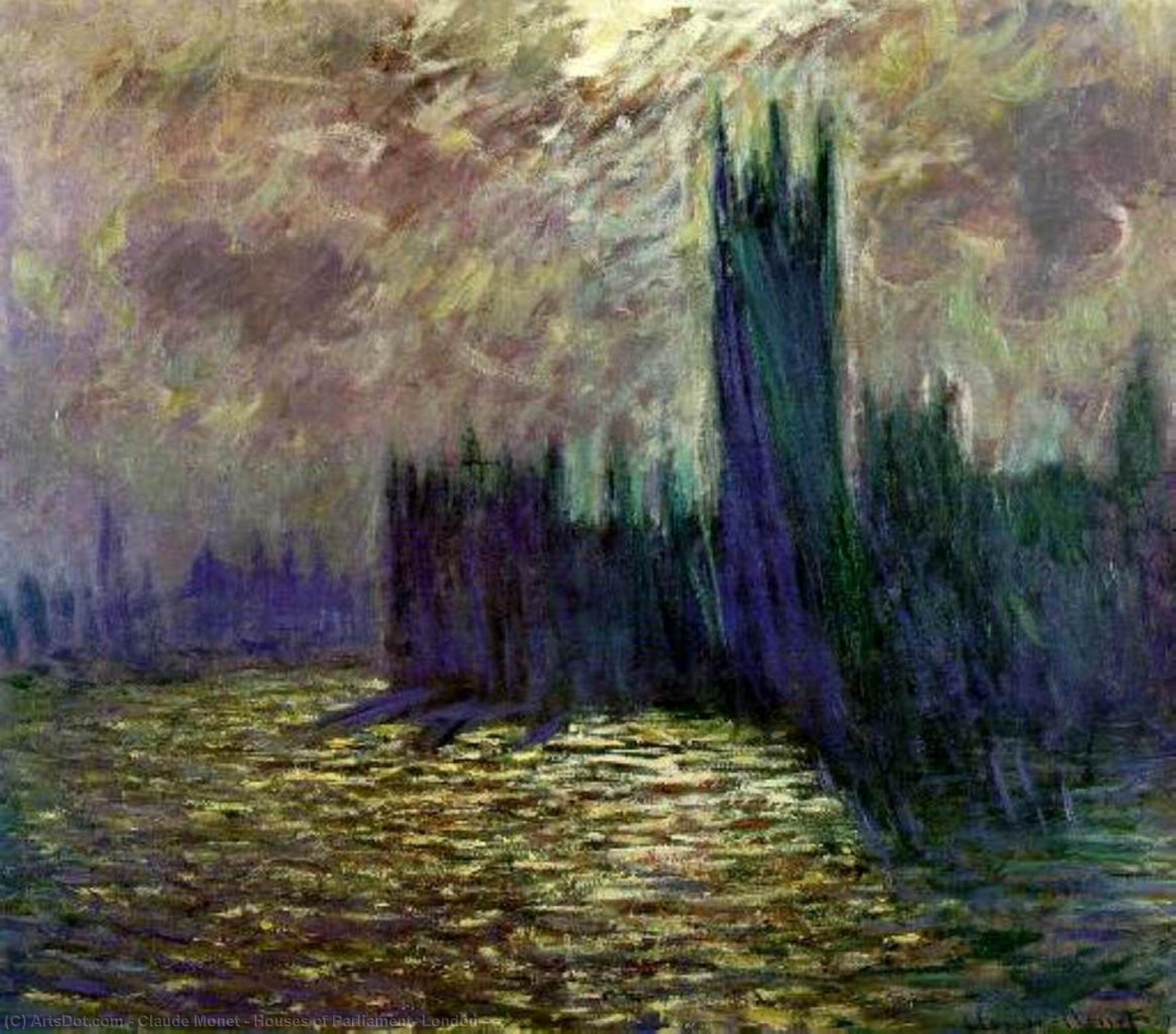
Die Parlamentsgebäude von London, Musée Marmottan in Paris

Die Ausstellung mit fast 300.000 Besuchern zeigte etwa 100 Werke des Künstlers, der einer der bedeutendsten Begründer der Stilrichtung und -epoche des Impressionismus war. Die Exponate waren Leihgaben mehrerer Museen, Galerien und Privatsammlungen weltweit.
Es wurden Werke aus allen seinen Schaffensepochen ausgestellt. Diese reichten von frühen Karikaturen über realistische Bilder bis hin zu den Gemälden des Impressionismus, beispielsweise mit diversen Versionen aus den Serien zum Seerosenteich, Getreideschober, zu den Parlamentsgebäuden von London oder zur Kathedrale von Rouen.
Es gibt einen Katalog sowie einen in Zusammenarbeit mit dem ZDF gedrehten Film zur Ausstellung.

## Konzeption und Leihgeber
Die Konzeption der Ausstellung erfolgte durch den Museumsdirektor Gerhard Finckh in enger Zusammenarbeit mit dem Musée Marmottan  in Paris. Leihgeber der Gemälde für diese Sonderausstellung sind zudem Museen wie z. B. das Van Gogh Museum (Amsterdam), die Alte Nationalgalerie (Berlin), das Metropolitan Museum of Art (New York), die Österreichische Galerie Belvedere (Wien) oder das Kunsthaus Zürich. Im Gegenzug hierfür stellte das von der Heydt-Museum den leihgebenden Museen Werke aus seinem Bestand zur Verfügung.
Finanziert wurde die Ausstellung unter anderem aus Mitteln der Dr. Werner Jackstädt-Stiftung, die von dem Wuppertaler Papierproduzenten Werner Jackstädt gegründet wurde.